# Call of Duty 3
Call of Duty 3 – gra komputerowa z gatunku first-person shooter w realiach II wojny światowej, wyprodukowana przez amerykańskie studio Treyarch oraz wydana przez Activision na konsole Xbox, Xbox 360, PlayStation 2, PlayStation 3 i Wii. Jej premiera miała miejsce 7 listopada 2006 roku. Jest to trzecia część serii Call of Duty. 13 marca 2007 ukazała się powiązana tematycznie gra Call of Duty: Roads to Victory autorstwa Amaze Entertainment.
Akcja Call of Duty 3 ma miejsce w 1944 roku podczas operacji Overlord. Gracz wciela się w niej w żołnierzy amerykańskich, brytyjskich, kanadyjskich i polskich, biorąc udział między innymi w bitwie pod Falaise. Dla każdej z czterech kampanii przygotowana jest spójna fabuła. Oprócz kampanii jednoosobowej udostępniono tryb rozgrywki wieloosobowej, obsługujący najwyżej 24 graczy, w którym umożliwiona została obsługa pojazdów.
Call of Duty 3 otrzymała głównie pozytywne recenzje, osiągając najwyższe oceny (średnia około 82% według agregatora GameRankings) w wersji na konsole Xbox 360, Xbox i PlayStation 3. Krytycy chwalili tryb gry wieloosobowej i nowoczesną wówczas oprawę audiowizualną, natomiast podzielone były ich opinie co do rozgrywki oraz fabuły: część recenzentów określała historię w grze jako mało interesującą, lecz niektórzy zwracali uwagę na sposób opowiadania przez twórców historii. Wskazywano powtarzalność rozgrywki względem poprzednich części oraz bardziej liniową strukturę niż w Call of Duty 2. Pozbawiona trybu gry wieloosobowej i nowoczesnej oprawy graficznej wersja na Wii otrzymała sporo niższe oceny krytyków.
Call of Duty 3 do 3 lutego 2007 roku osiągnęła sprzedaż w wysokości 2 milionów egzemplarzy.

## Opis fabuły

### Czas i miejsce akcji
Akcja Call of Duty 3 ma miejsce podczas II wojny światowej. Tłem dla fabuły gry jest prowadzona przez aliantów Operacja Overlord, która doprowadziła do wycofania się żołnierzy niemieckich z północnej Francji. Akcja gry rozpoczyna się już po lądowaniu w Normandii, natomiast kończy się w sierpniu 1944 roku pod Chambois.

### Bohaterowie
W Call of Duty 3 gracz wciela się kolejno w czterech żołnierzy. Są to: amerykański szeregowiec Nichols, walczący w szeregach 29 Dywizji Piechoty; brytyjski sierżant James Doyle, który jest członkiem Special Air Service; kanadyjski szeregowiec Cole z 4 Dywizji Pancernej; oraz polski kierowca czołgu, kapral Wojciech Bohater z 1 Dywizji Pancernej. Kanadyjczycy i Polacy w tej grze pojawili się po raz pierwszy w serii Call of Duty.

### Streszczenie

#### Kampania amerykańska
Gra rozpoczyna się w momencie, gdy szeregowiec Nichols wraz ze swoją drużyną bierze udział w zdobywaniu Saint-Lô. Następnie Amerykanie zostają oddelegowani do Saint-Germain-sur-Sèves, gdzie w ciężkich walkach o tereny obsadzone żywopłotami pokonują garnizon niemiecki. Potem drużyna atakuje miasteczko Mayenne, wysadzając mimo strat most silnie broniony przez niemieckie wojska.
Nad jednostką kontrolę przejmuje kapral Mike Dixon, awansowany na sierżanta. Drużyna bierze udział w ataku na Forêt d'Ecouves i pobliskie miasteczko. W trakcie natarcia Dixon zostaje ranny. Mimo to Amerykanie zdobywają kluczowe strategicznie skrzyżowanie z pomocą sił pancernych.
Następnie żołnierze amerykańscy uczestniczą w obronie miasta Chambois przed siłami niemieckimi próbującymi wycofać się z „kotła Falaise”. Podczas zaciekłej obrony przed niemieckimi siłami pancernymi starszy szeregowy Salvatore Guzzo oznacza flarą wojska Wehrmachtu do ataku dla alianckich sił powietrznych. Zostaje jednak ranny, a przybywający mu z pomocą Dixon ginie. Guzzo po wyleczeniu przejmuje kontrolę nad drużyną i organizuje opór przeciw napierającemu wrogowi do czasu przybycia posiłków. Po zakończeniu bitwy pod Falaise Guzzo zostaje awansowany na sierżanta, a Nichols – na kaprala.

#### Kampania brytyjska
W kampanii brytyjskiej akcja gry przenosi się na prowincję francuską, w której zostaje zrzucona drużyna Special Air Service dowodzona przez brytyjskiego majora Ingrama. Brytyjczycy nawiązują współpracę z francuskimi maquis. Żołnierze SAS i francuskiego ruchu oporu przygotowują atak na niemiecką baterię przeciwlotniczą, po którym atakują wrogą fabrykę paliw. Podczas wycofania oddziałów alianckich Ingram zostaje schwytany przez Niemców. Narasta wtedy konflikt między siłami brytyjskimi a francuskimi; brytyjski kapral Duncan Keith oskarża jednego z francuskich partyzantów o kolaborację z Niemcami. Keith oraz James Doyle znajdują i uwalniają Ingrama. Później siły brytyjsko-francuskie biorą udział w ataku na siły niemieckie dokonujące egzekucji pojmanych Francuzów. Podczas natarcia ginie jedna z ważniejszych postaci francuskiego oddziału, Isabelle DuFontaine.

#### Kampania kanadyjska
Następnie gra koncentruje się na zmaganiach jednostek kanadyjskich, dowodzonych przez podporucznika Jean-Guya Robichauda, który preferuje brawurowe operacje przeciwko oddziałom niemieckim. James Cole wraz z innymi Kanadyjczykami zdobywa tereny przemysłowe niedaleko Falaise i broni je przed kontratakiem Niemców. Następnie przy współpracy z polską 1. Dywizją Pancerną Kanadyjczycy oczyszczają z wrogów las niedaleko rzeki Laison. W tym czasie konflikt służbowy między Robichaudem a radiooperatorem, szeregowym Lesliem Baronem, powoduje dymisję tego ostatniego i przeniesienie do polskiej jednostki. Robichaud później podejmuje atak na pobliskie miasteczko w celu uratowania kanadyjskiej jednostki związanej walką z Niemcami, a później – zdobycia miejscowości. Popłoch wśród żołnierzy alianckich wywołuje jednak pojawienie się czołgu Tygrys Królewski. Podczas udanej próby jego zniszczenia ginie sierżant Johnatan Callard. Robichaud i Cole zostają ranni w walce. Po oczyszczeniu miasteczka Robichaud promuje Cole’a na kaprala i wydaje rozkaz wyruszenia na odsiecz siłom polskim broniącym wzgórza 262.

#### Kampania polska
Tłem kampanii polskiej jest bitwa o Mont Ormel. Podczas okrążania przez aliantów sił niemieckich polskie jednostki pancerne staczają bitwę z czołgami niemieckimi. Po zwycięstwie Polacy przenoszą swoje oddziały na wzgórze 262, które zostaje zaatakowane przez niemiecką 7 Armię próbującą wycofać się z „kotła Falaise”. Podczas zaciętych walk czołg kierowany przez Wojciecha Bohatera zostaje uszkodzony. Załoga opuszczonego czołgu bierze udział w obronie pozycji na wzgórzu. Dowodzący jednostką major Jachowicz nakazuje przywołanie wsparcia artyleryjskiego, które powstrzymuje natarcie Niemców. Wówczas przybywają posiłki dowodzone przez Robichauda. Bohater zostaje awansowany na sierżanta, po czym połączone siły kanadyjsko-polskie przybywają na odsiecz broniącym Chambois Amerykanom.

## Rozgrywka
Gracz rozpoczyna rozgrywkę w trójwymiarowym otoczeniu obserwowanym z perspektywy pierwszej osoby. Kierowany przez gracza bohater może poruszać się po wirtualnym środowisku. W wypełnieniu standardowych dla gatunku celów, na przykład dotarcia z punktu A do B czy zdetonowania wrogiego obiektu, przeszkadzają mu wrodzy żołnierze.
Kierowany przez gracza żołnierz ma możliwość strzelania do wroga zarówno z biodra, jak i namierzając cel przez przyrządy celownicze. Podczas starcia bezpośredniego dostępne jest uderzenie wroga kolbą broni. Podczas walki gracz może użyć też granatów ręcznych przeciwko grupie wrogich żołnierzy, a także granatów dymnych do przeznaczonych działań taktycznych takich jak uniknięcie ostrzału z karabinów maszynowych. W przeciwieństwie do wcześniejszych odsłon serii możliwe stało się odrzucanie granatów podrzuconych przez przeciwników. Istnieją też w grze sekwencje interaktywne, polegające na wykonywaniu ruchów takich jak wiosłowanie przy pomocy gałki gamepada.
Tak jak w poprzedniej części serii – Call of Duty 2, w trzeciej odsłonie Call of Duty zastosowano system regeneracji przez odpoczynek. Po odniesieniu poważnych obrażeń przez kierowaną postać wokół ekranu pojawia się czerwona otoczka ostrzegająca gracza. Po ukryciu się za osłoną terenową i odczekaniu kilku sekund kierowany bohater odzyskuje pełnię zdrowia.

### Kampania
Podczas kampanii jednoosobowej gracz wciela się w kilka postaci, których losy są powiązane ze sobą. Gra zawiera 14 chronologicznie rozgrywanych misji, których cele są widoczne jako gwiazdy pokazane na radarze. Podczas typowych działań wojennych graczowi towarzyszą sojuszniczy żołnierze wyposażeni w sztuczną inteligencję. Czasami gracz przejmuje kontrolę nad pojazdami, którymi ma w danej misji dojechać do określonego punktu, a także korzysta z karabinów maszynowych i oznacza przy pomocy lornetki cele do zbombardowania.

### Gra wieloosobowa
W Call of Duty 3 dostępny jest tryb gry wieloosobowej, który w chwili premiery gry umożliwiał rozgrywkę na dziewięciu mapach. Gra wieloosobowa jest możliwa na konsolach Xbox, PlayStation 2 (obie obsługują do 16 graczy), Xbox 360 i PlayStation 3 (obsługujące do 24 graczy). Konsole Microsoftu umożliwiają grę kilku osób przy jednej konsoli.
Udostępnionych zostało kilka trybów gry, przy czym większość z nich występowała już w poprzednich odsłonach serii. W trybie Deathmatch wszyscy gracze walczą przeciwko sobie. W Team Battle gracze zostają podzieleni na dwie strony konfliktu – Oś i aliantów, a ich zadaniem jest eliminacja wrogiej drużyny. Capture the Flag cechuje się tym, że obie strony konfliktu muszą zdobyć flagę i przenieść ją do swojego sztabu. W trybie Headquarters obie drużyny mają za zadanie postawić sztab i utrzymać go jak najdłużej, żeby zdobyć punkty potrzebne do zwycięstwa. Nowością był tryb War, w którym gracze kierujący żołnierze Osi lub aliantami muszą zdobyć określoną strefę na mapie i utrzymać ją możliwie najdłużej. Ponadto w nim możliwe stało się używanie motocykli, ciężarówek i czołgów.
W trakcie rozgrywki wieloosobowej gracze mogą wybrać jedną z siedmiu klas postaci. Są to: żołnierze wyposażeni w lekkie i ciężkie karabiny maszynowe, strzelec z karabinem, żołnierz obsługujący granatnik przeciwpancerny, sanitariusz przywracający do walki zabitych żołnierzy sojuszniczych, zwiadowca z karabinem wyborowym oraz żołnierz wsparcia dostarczający sojusznikom amunicji. Każda klasa postaci ma oprócz specyficznych broni odpowiednią liczbę przydzielonych granatów oraz jest określona współczynnikami ukazującymi skuteczność danej klasy na polu walki. Ponadto niektóre klasy mają specjalne zdolności, na przykład zwiadowca może postawić na danym terenie jednostkę artylerii, natomiast strzelec dysponuje granatem nasadkowym.

## Produkcja i wydanie gry
Gra Call of Duty 3 została oficjalnie zapowiedziana 31 maja 2005 roku przez wydawcę serii, przedsiębiorstwo Activision. Pierwotnie miała zostać wyprodukowana przez studio Infinity Ward, które było doświadczone w produkcji poprzednich gier z serii: Call of Duty i Call of Duty 2. Jednak w maju 2006 roku prezes Activision, Bobby Kotick, ogłosił, że Call of Duty 3 nie zostanie wydana na komputery osobiste, ale na konsole autorstwa Sony, Microsoftu i Nintendo. Istniało wówczas prawdopodobieństwo, że prace nad grą przejmie studio Treyarch, znane wcześniej z gry Call of Duty 2: Big Red One. 11 maja 2006 roku zapowiedziano obecność Call of Duty 3 na targach Electronic Entertainment Expo.
11 lipca 2006 roku Activision opublikowało nowe informacje na temat gry; potwierdzono obecność w niej wojsk kanadyjskich i polskich, tworzenie Call of Duty 3 przez Treyarch oraz prace nad nowym silnikiem fizycznym przeznaczonym na jej potrzeby. Twórcy gry potwierdzili też, że inspiracją dla nich przy tworzeniu fabuły były filmy takie jak Najdłuższy dzień i O jeden most za daleko. Pod koniec sierpnia 2006 roku gra została pokazana na zorganizowanym przez Microsoft wydarzeniu X06. Oficjalna premiera gry na platformy Xbox 360, Xbox i PlayStation 2 miała miejsce 7 listopada 2006 roku; 14 listopada ukazała się wersja na Wii, a 17 listopada – na PlayStation 3. Edycja na Xboksa 360 została wydana ponownie 28 lutego 2008 roku w reedycji, w ramach taniej serii wydawniczej Platinum Hits.
20 grudnia 2006 roku Activision ogłosiło zlecenie prac nad płatnymi pakietami map na Xboksa 360. Pierwsza z map ukazała się 11 stycznia 2007 roku na Xbox Live Marketplace; cały pakiet pięciu dodatkowych krajobrazów pod nazwą Valor został wydany tydzień później. Aktualizacje poprawiające działanie tych dodatkowych scenerii zostały opublikowane 29 stycznia.

### Silnik gry
Treyarch przy produkcji Call of Duty 3 użył zastrzeżonego silnika gry. Był on w chwili opublikowania gry bardziej zaawansowany niż IW engine wykorzystany przy tworzeniu Call of Duty 2. Obsługuje on shadery i głębię ostrości. Ponadto zawiera poprawione w stosunku do poprzedniej części serii efekty pogodowe i teksturowanie płaszczyzny.

## Odbiór gry

### Wersje na Xboksa 360 i PlayStation 3
Call of Duty 3 w wersji na konsole Xbox 360 i PlayStation 3 zebrała raczej pozytywne recenzje. Według agregatora Metacritic średnia ocen z recenzji wynosi 82 na 100 dla Xboksa 360 i 80 na 100 dla PlayStation 3, natomiast według agregatora GameRankings – odpowiednio 82,5% i 81,2%.
Różnie oceniano jakość rozgrywki w grze. Garnett Lee ze strony 1UP.com skrytykował grę za monotonię pojawiającą się podczas działań wojennych w niej przedstawionych. Zauważył nawet regres w stosunku do Call of Duty 2, przejawiający się w braku takiej swobody działań gracza jak w poprzedniej części serii oraz nieszczególnej sztucznej inteligencji wspierających gracza żołnierzy sojuszniczych. Również Tymon Smektała z pisma „CD-Action” negatywnie oceniał liniową strukturę gry, porównując ją pod względem ilości skryptów do gry Medal of Honor: Allied Assault. Zdaniem Kristana Reeda z witryny Eurogamer poczynania gracza były ograniczane przez niewidzialne ściany, narzekał on też na zbyt wysoki poziom trudności gry. Z kolei David Clayman z portalu IGN chwalił dynamikę rozgrywki oraz inteligencję komputerowych wrogich żołnierzy, którzy potrafili w przypadku niekorzystnej sytuacji militarnej dokonać odwrotu na bezpieczniejsze pozycje. Aaron Thomas z portalu GameSpot stwierdził, że misje w grze trzymają standard ustalony już w przypadku gatunku, nie zawierają jednak żadnych innowacji. Jednak chwalił grę za wielką dynamikę starć oraz starannie budowany klimat chaotycznych walk. Natomiast sekwencje interaktywne wzbudziły neutralne reakcje: recenzenci twierdzili, że nie wnoszą one żadnych szczególnych innowacji do rozgrywki.
Różne opinie wzbudziła fabuła w kampanii jednoosobowej. David Clayman pochwalił różnorodność stron konfliktu, w które wciela się gracz; stwierdził też, że przerywniki między misjami są dobrze zrealizowane, a kilka momentów w grze zapadło mu w pamięć. Will Tuttle ze strony TeamXbox pozytywnie ocenił jego zdaniem filmową narrację i wysoką intensywność akcji. Tymon Smektała chwalił Call of Duty 3 za fabułę, twierdząc, że spełnia ona wymogi charakterystyczne dla dobrego filmu wojennego i ma zgrabnie powiązane misje; skrytykował jednak sposób przedstawienia Polaków w grze, zauważając trywialne nazwiska żołnierzy (na przykład Ułan i Kowalski) oraz nazwy czołgów (na przykład Dla Polski czy Specjalny Pakunek). Natomiast Aaron Thomas uznał wątki fabularne w grze za mało ciekawe i stwierdził, że nie da się w nich odczuć więzi z kierowanymi postaciami. Kristan Reed również skrytykował fabułę, która jego zdaniem opierała się głównie na gagach antyfrancuskich i sentymentalnej przyjaźni między żołnierzami; uznał ją w ostatecznym rozrachunku za płaską i mało wciągającą.
Natomiast jednoznacznie pozytywne były opinie krytyków co do trybu gry wieloosobowej. Garnett Lee chwalił go za wsparcie nawet do 24 graczy oraz możliwość obsługi pojazdów, twierdząc przy tym, że to jedyna rzecz ratująca grę przed odrzuceniem przez fanów serii. Aaron Thomas uznał tryb rozgrywki wieloosobowej za „wspaniały”, również chwaląc większe serwery i obsługę pojazdów, a także pozytywnie oceniając podział graczy na klasy żołnierzy. Występowanie podziału graczy na specjalności pozytywnie ocenił również Will Tuttle. David Clayman stwierdził, że zrównoważenie rozgrywki bez takich dodatków, jak możliwość wezwania wsparcia powietrznego, umożliwia bardziej taktyczną rozgrywkę.
Zachwyt recenzentów wzbudziła oprawa audiowizualna. Recenzent GameSpotu uznał oprawę graficzną za lepszą niż w Call of Duty 2, zwracając przy tym uwagę na duży zasięg widoczności i odwzorowanie przedmiotów w najdokładniejszych szczegółach. Ocenił również ścieżkę dźwiękową autorstwa Joela Goldsmitha jako „fenomenalną”. Natomiast Clayman docenił takie detale jak gruzy przy ruinach budynków; chwalił również skłonność otoczenia do destrukcji, zauważając jednak, że nie można zniszczyć przeszkód, za którymi kryją się komputerowi wrogowie.
Wersja Call of Duty 3 na PlayStation 3 uzyskiwała niższe oceny od edycji na konsolę Xbox 360. Recenzenci zarzucali edycji na PlayStation 3 utratę płynności przy bardziej dynamicznych walkach, nieprzemyślany system sterowania postacią oraz błędy techniczne takie jak nachodzenie obiektów na siebie.

### Wersja na Wii
Edycja Call of Duty 3 na konsolę Wii otrzymała mieszane recenzje. Średnia ocen gry na tę platformę według agregatora Metacritic wynosi 69 na 100, a według GameRankings – 69,9%.
Najwięcej zarzutów dotyczących wersji na Wii tyczyło się sterowania. Aaron Thomas z GameSpotu stwierdził, że rzucanie granatów za pomocą Wii Remote jest problematyczne i powoduje niską celność. Zdaniem Benjamina Turnera ze strony GameSpy podobne problemy przytrafiały się przy walce wręcz. Zdaniem Toma Orry’ego ze strony Videogamer.com już samo celowanie było nieprecyzyjne. Recenzenci zwracali też uwagę na liczne błędy techniczne wersji na Wii, brak trybu gry wieloosobowej i oprawę graficzną gorszą niż w przypadku innych konsol siódmej generacji. Rob Fahey z Eurogamera uznał próbę portu Call of Duty 3 na Wii za nieudaną. Grę próbował bronić Mike Jackson ze strony Computer and Video Games, nie uznając braku gry wieloosobowej i słabszej oprawy graficznej za poważną wadę.

### Wersje na Xboksa i PlayStation 2
Wersje gry na konsole PlayStation 2 i Xbox otrzymały głównie pozytywne recenzje, uzyskując według agregatora GameRankings średnią ocen na poziomie odpowiednio 82,2% i 82,7%. Aaron Thomas z GameSpotu ocenił port gry na te konsole jako udany, twierdząc, że nie spowodowało to spadku grywalności. Ocenił przy tym wersję na Xboksa za lepszą graficznie od PlayStation 2.

### Nagrody i sprzedaż
Call of Duty 3 otrzymała od Akademii Sztuk i Nauk Interaktywnych nagrodę za udźwiękowienie. Sukces gry w mediach branżowych szedł w parze z jej popularnością wśród graczy. Według NPD Group do grudnia 2006 roku sprzedano 1 100 000 egzemplarzy, w tym około 411 tysięcy w wersji na konsolę Xbox 360 i 365 tysięcy na PlayStation 3. Łączna sprzedaż gry do 3 lutego 2007 roku wyniosła 2 miliony egzemplarzy.

## Inne edycje

### Call of Duty: Roads to Victory
Specjalna wersja Call of Duty 3 na konsolę PlayStation Portable, pod nazwą Call of Duty: Roads to Victory, miała premierę 13 marca 2007 roku. Gra, wyprodukowana przez studio Amaze Entertainment, oferowała rozgrywkę w podobnych realiach i przedstawiała działania wojenne z perspektywy trzech stron konfliktu.

### Call of Duty 3 Gold Edition
13 marca 2007 roku ukazała się w wersji na Xboxa 360 specjalna edycja Call of Duty 3 z podtytułem Gold Edition. Zawierała oprócz gry dodatkowe DVD oraz pakiet map do gry wieloosobowej.

### Call of Duty: The War Collection
8 czerwca 2010 roku na konsolę Xbox 360 ukazał się pakiet zbiorczy Call of Duty: The War Collection, zawierający oprócz Call of Duty 3 dwie inne gry z serii: Call of Duty: World at War i Call of Duty 2.